# El corazón de Mid-Lothian
El corazón de Mid-Lothian es la séptima de las novelas de la serie Waverley de sir Walter Scott. Originalmente fue publicada en cuatro volúmenes el 25 de julio de 1818, con el título de Tales of My Landlord (Historias de mi casero), segunda serie, y el escritor fue identificado como «Jedediah Cleishbotham, maestro de escuela y secretario parroquial de Gandercleugh». La acción principal de la novela, que tiene lugar entre septiembre de 1736 y mayo de 1737, se pone en marcha con los disturbios Porteous en Edimburgo, Escocia, e involucra un épico viaje entre Edimburgo y Londres por parte de una joven de clase obrera para conseguir un perdón real de la pena de muerte en la que incurrió su hermana por el presunto asesinato de su bebé recién nacido. A pesar de algunas críticas negativas contemporáneas, es considerada por algunos comentaristas actuales como la mejor novela de Scott. 
La obra fue traducida al español como El corazón de Midlothian por Fernando Toda.

## Composición y fuentes
El 25 de noviembre de 1817, Scott firmó un contrato con Archibald Constable para una segunda serie de Tales of my Landlord (Historias de mi casero). Para esa fecha ya tenía en mente la concepción de El corazón de Mid-Lothian y, es ciertamente posible que hubiera terminado el capítulo introductorio ya en abril de ese año, pero el grueso de la obra se escribió entre enero y julio de 1818. Su intención original había sido que El corazón de Mid-Lothian ocupara tres de los cuatro volúmenes, y que otra historia ocupara el cuarto, pero en alguna etapa de la composición Scott decidió que Mid-Lothian debía ser una obra en cuatro volúmenes.
Para los disturbios Porteous, descritos en la primera parte de la novela, Scott pudo recurrir a los extensos registros de juicios penales derivados de los mimos, que se publicaron simultáneamente con la novela bajo el título de Criminal Trials, Illustrative of the Tale Entitled "The Heart of Mid-Lothian," Published from the Original Record (Juicios penales, ilustrativos del relato titulado «El corazón de Mid- Lothian», publicado a partir de los registros originales). El asunto central entre los personajes de Jeanie y Effie Deans fue sugerido por una historia real enviada (anónimamente) por la Sra. Helen Goldie de Dumfries. Tanto el motín como la historia de las hermanas fueron radicalmente reelaborados por Scott para sus fines escritos. En cuanto a la retórica de David Deans, Scott se basó en gran medida en Six Saints of The Covenant de Patrick Walker (c . 1666-1745), y para el dialecto inglés se apoyó mucho en dos compilaciones de Francis Grose: A Classical Dictionary of the Vulgar Tongue, de la cual poseía la tercera. edición (1796) y Glosario provincial (1787).

## Ediciones
La primera edición, en cuatro volúmenes, fue publicada por el editor Archibald Constable en Edimburgo el 25 de julio de 1818 y estuvo disponible en Londres para el 28 del mismo mes. Como fue el caso con todas las novelas de Waverley previas a 1827, la publicación fue anónima. Tuvo una tirada de 10.000 ejemplares a un precio de 1 £ 12 chelines (£ 1,60). Es posible que Scott hiciera alguna aportación al texto de esta novela en Novels and Tales de 1823, pero no hay evidencia sólida. No obstante, en la segunda mitad de 1829 revisó el texto, concentrándose en la primera mitad de la obra, para la edición 'Magnum' y aportó notas y una introducción: apareció como parte del Volumen 11, el Volumen 12 entero, y parte del Volumen 13 en abril, mayo y junio de 1830.
La edición moderna estándar, de David Hewitt y Alison Lumsden, fue publicada como el Volumen 6 de la Edición de Edimburgo de las Novelas Waverley en 2004. Esto se basa en la primera edición con enmiendas principalmente del manuscrito de Scott, mientras que el nuevo material de Magnum se incluye en el Volumen 25a.

## Resumen de la trama

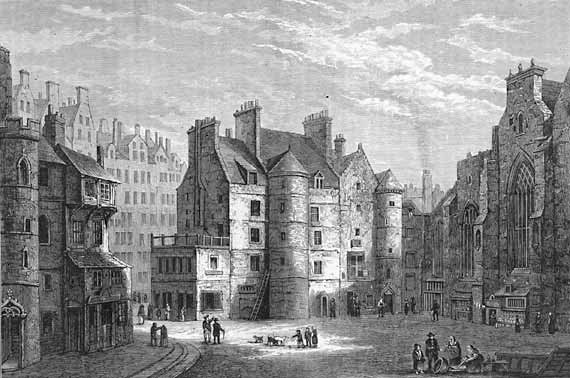
La prisión de Old Tolbooth, Edimburgo

El título del libro hace referencia a la prisión de Old Tolbooth (trad. Viejo Ayuntamiento) en Edimburgo, Escocia, antiguo edificio que en ese momento se encontraba en el corazón del condado Midlothian, en Escoica. El contexto histórico de la historia fue el suceso conocido como los disturbios Porteous. En 1736, estalló un motín en Edimburgo a raíz de la ejecución de dos contrabandistas. El capitán de la guardia de la ciudad, capitán John Porteous, ordenó a sus soldados abrir fuego contra la multitud, resultando en la muerte de varias personas. Porteous murió más tarde a manos de una turba de linchadores que irrumpió en la prisión de Old Tolbooth.
El segundo y principal elemento de la novela se basó en una historia que según Scott recibió en una carta anónima. El documento trataba sobre una tal Helen Walker que había viajado a pie hasta Londres para pedir perdón real para su hermana, que era acusada injustamente de infanticidio. Scott reemplazó a Walker con el popular personaje de Jeanie Deans, una joven de una familia de presbiterianos muy devotos. Jeanie se dirige a Londres, en parte a pie, con la esperanza de conseguir una audiencia con la Reina Carolina gracias a la mediación del Duque de Argyll.
La novela describe las suertes contrastantes de dos hermanas: Jeanie y Effie Deans. En el Volumen I, el capitán Porteous recibe inicialmente una condena por asesinato, pero a último momento se ve indultado. George Staunton (bajo el seudónimo de «Geordie Robertson») es un joven noble que lidera una turba que asalta la prisión y lincha a Porteous. Staunton intenta de paso liberar a su amante Effie Deans, a quien había dejado embarazada. La joven ha sido encarcelada por el presunto asesinato de su bebé pero se rehúsa a escapar, pues hacerlo sería admitir su culpabilidad. Reuben Butler, un joven ministro enamorado de Jeanie, es testigo de la negativa de Effie a escapar, lo que apoya la creencia de Jeanie de que su hermana es inocente.
El Volumen II cubre el juicio de Effie, en el que es incapaz de demostrar su inocencia al no poder mostrar un bebé y al haberle ocultado el embarazo a su familia. Jeanie es incapaz de mentir ante el tribunal para salvar a su hermana y Effie es condenada a muerte.

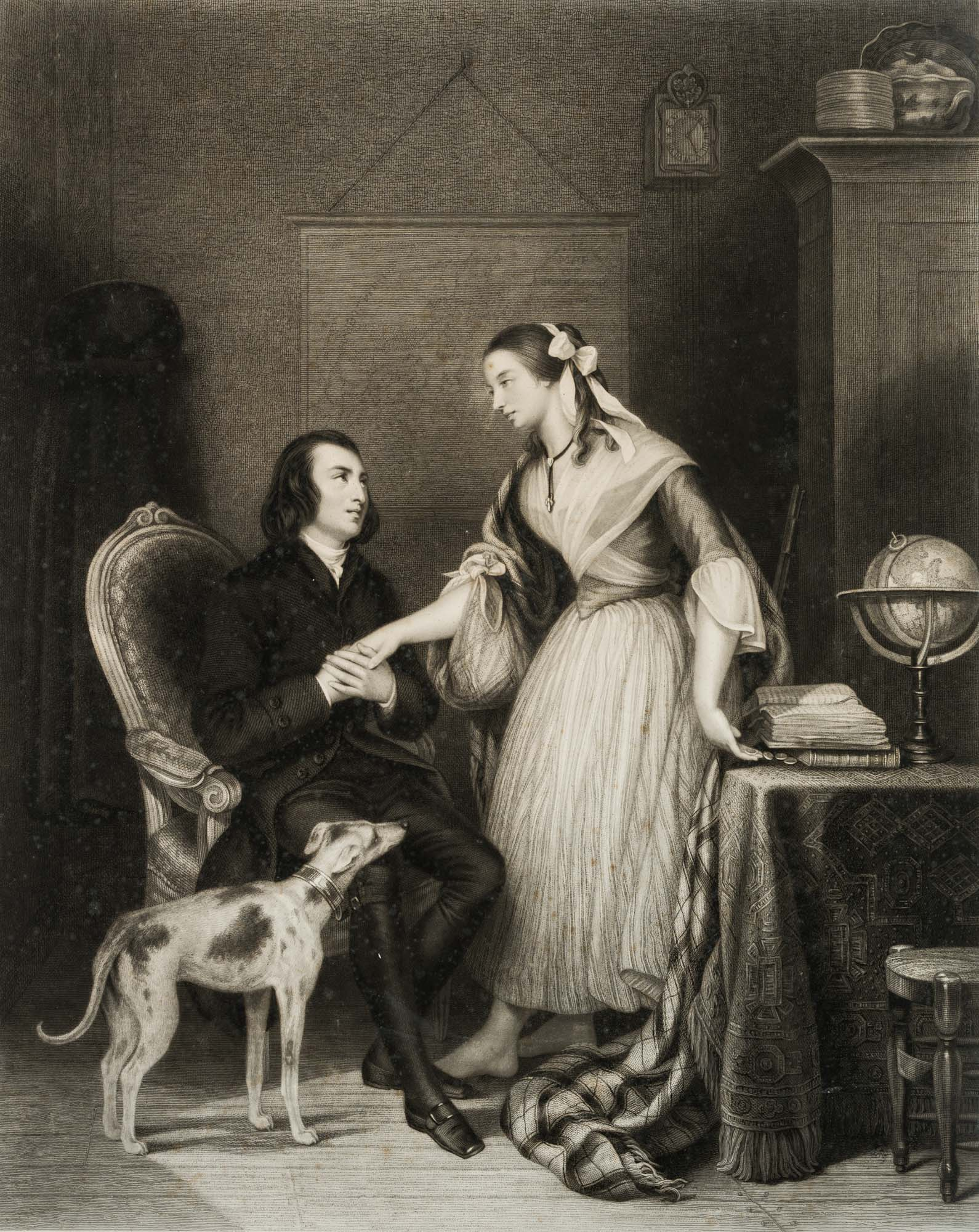
Jeanie Deans en la casa de Reuben Butler, aguatinta de George Maile según Anna Rimbaut-Borrel, 1841

En el Volumen III, Jeanie decide irse caminando hasta Londres para suplicar el perdón real. Butler no logra convencerla de que se quede y, con el tiempo, se pone en contacto con el duque de Argyle, quien le debe un favor a su familia, y le pide su ayuda. De camino, Jeanie es abordada por Madge Wildfire y su madre Meg Murdockson. Jeanie se entera entonces de que estas mujeres le robaron el bebé a Effie por celos de su relación con Staunton. Meg intenta matar a Jeanie, pero Jeanie logra escapar. Una vez en Londres, el duque de Argyle, impresionado por el fervor de Jeanie, le concerta una audiencia con la reina. La Reina se conmueve tanto por la elocuencia y la gracia de Jeanie que decide convencer al Rey para que le conceda el perdón y Effie queda en libertad. Jeanie regresa a Escocia, y el duque le concede a su padre un terreno para que lo supervise, mientras que Butler recibe un ascenso que incluye un generoso aumento de su salario.
Jeanie se casa posteriormente con Butler en el Volumen IV y viven felices en la hacienda del duque de Argyle. Effie le cuenta que Meg no asesinó al bebé, sino que lo vendió a un grupo de trabajadores, y que Staunton es, de hecho, el criminal Robertson. Effie se casa luego con Staunton. El niño, perdido por mucho tiempo, ha sido entre tanto criado como un violento criminal en la banda de Donacha Dhu na Dunaigh. Staunton lo busca, pero muere en un ataque de Donacha Dhu na Dunaigh y sus hombres. El hijo de Effie y George, apodado el Silbador, es capturado y condenado a muerte, pero Jeanie facilita su huida, y escapa a los Estados Unidos para irse a vivir con nativos americanos. Tras enviudar, Effie pasa otros diez años en la alta sociedad, hasta que decide finalmente viajar a Francia y hacerse monja, lo que requiere que se convierta al catolicismo, decisión que sorprende a Jeanie.

## Análisis
Jeanie Deans es la primera mujer de todos los protagonistas de las novelas e historias de Scott, así como la primera de sus protagonistas que procede de las clases bajas. Si bien esta heroína es idealizada por su devoción religiosa y su rectitud moral, Scott ridiculiza con todo la certidumbre moral que es representada por la rama del presbiterianismo conocida como cameroniana, y que es representada en la novela por David, el padre de las hermanas Deans. Asimismo, es fundamental en la novela el jacobismo de comienzos del siglo XVIII, tema que aparece en muchas de las novelas de Scott. Las simpatías de Scott pueden apreciarse en la figura ideal del duque de Argyll, que es un moderado en estos asuntos.

## Personajes
personajes principales en negrita

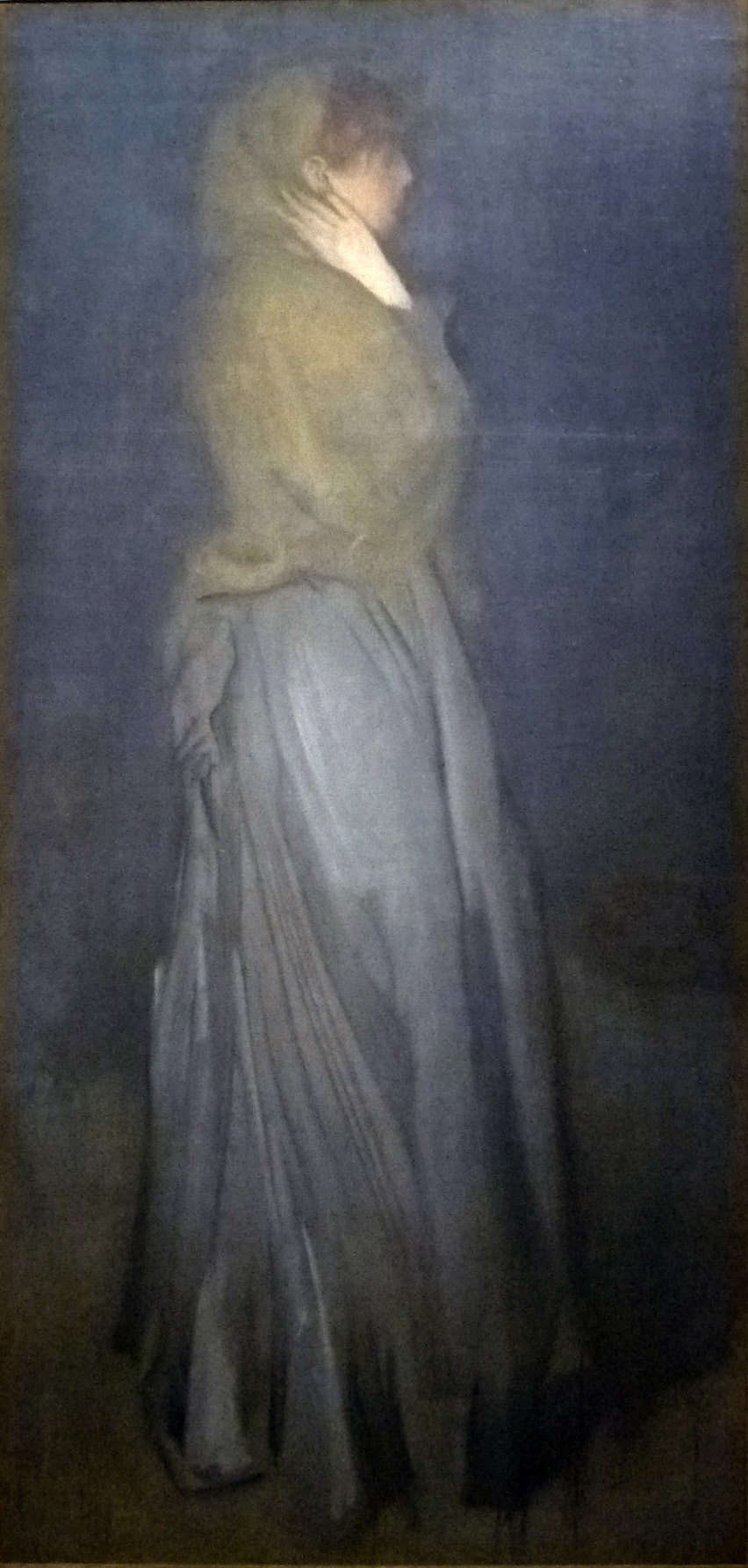
"Arreglo en amarillo y gris": Effie Deans de James McNeill Whistler

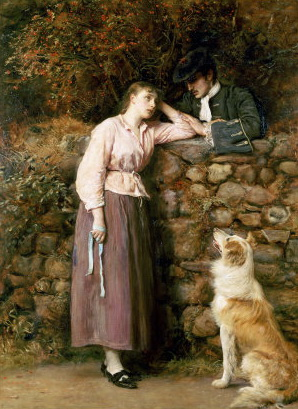
Effie Deans por John Everett Millais

- Capitán Porteous, un oficial de la guardia de la ciudad de Edimburgo
- David Deans, un granjero y lechero
- Jeanie Deans, más tarde Jeanie Butler, la hija mayor de David Deans
- Effie Deans, más tarde Lady Staunton, la hija menor de David Deans
- El Silbador, el hijo de Effie
- David Deans, el hijo mayor de Jeanie
- El Hacendado de Dumbiedikes, un admirador de Jeanie
- Reuben Butler, maestro de escuela
- Bartoline Saddletree, fabricante de arneses
- Sra. Saddletree, esposa de Bartoline Saddletree
- Reverendo Robert Staunton, rector de Willingham
- George Staunton, alias Robertson, hijo del reverendo Staunton y esposo de Effie
- Andrew Wilson, contrabandista, compañero de George
- Meg Murdockson, nodriza de George
- Madge Wildfire (trad. Incendio Forestal), la hija loca de Meg Murdockson
- Gideon Sharpitlaw, fiscal procurador
- Jim Ratcliffe, un criminal convertido en carcelero
- Baillie Middleburgh, magistrado
- Sr. Fairbrother, abogado de Effie
- Sra. Bickerton, casera del 'Seven Stars' en York
- Sra. Glass, una tabaquera
- MacCallum More, duque de Argyle
- Sr. Archibald, mozo de cuadra del duque de Argyle
- Reina Carolina
- Condesa de Suffolk
- Sra. Dutton, una lechera
- Duncan Knock, Capitán de Knockdunder
- Donacha Dhu na Dunaigh, un ladrón de las Tierras Altas

## Recepción
El corazón de Mid-Lothian fue la primera de las novelas completas de Waverley en decepcionar a la mayoría de sus críticos. Si bien la mayoría de críticos no pusieron en duda el genio de Scott, para casi todos la nueva novela resultó prolija y el cuarto volumen innecesario. Hubo objeciones a las coincidencias en la trama así como a señales de excesiva premura. A varios críticos les resultó notorio que una simple chica de campo como Jeanie Deans pudiera representarse de manera tan interesante, y su audiencia con la reina Carolina recibió admiración general. Su hermana Effie también les resultó fascinante, aunque había diferentes puntos de vista sobre el efecto moral de su vida posterior.

## Adaptaciones
Una adaptación al teatro, llamada La Vendéenne, y descrita por Francis Gribble como «una obra basada en la trama de El corazón de Midlothian», fue escrita para el debut teatral de la célebre actriz francesa Rachel Félix y se presentó por primera vez el 24 de julio de 1837. Se hicieron numerosas adaptaciones sin licencia de la obra de Scott para teatro en fechas anteriores, hasta ser adaptada para teatro como The Heart of Mid-Lothian por Dion Boucicault en la década de 1860. También se adaptó a la pantalla en dos ocasiones en 1914, una vez con el mismo nombre y otra con el título A Woman's Triumph. Una versión televisiva fue lanzada en 1966. Dos óperas se han basado en la novela: La Prigione di Edimburgo del compositor italiano Federico Ricci (1809-1877) y Jeanie Deans del compositor clásico escocés Hamish MacCunn (1868-1916).

## Pintura
- Ary Scheffer, Effie and Jeanie Deans, óleo sobre lienzo, Musée de la Vie romantique, Hôtel Scheffer-Renan, París
- James McNeill Whistler, «Arreglo en amarillo y gris»: Effie Deans (1876–1878), óleo sobre lienzo; Rijksmuseum, Ámsterdam